# HV BEVO
HV BEVO was een Nederlandse handbalvereniging uit het Limburgse Beringe. BEVO fuseerde in 1987 met gemeentegenoot Heldia. Uit die fusering kwam de naam Bevo Heldia Combinatie afgekort Bevo HC. BEVO begon te spelen in rood shirt en wit broekje, later veranderde BEVO de kleuren in geel en blauw.

## Geschiedenis
De eerste wedstrijden werd gespeeld op 6 juni 1969. De dames speelden in Neer tegen HVN, in de traditionele Beringse kleuren: rood shirt en witte broek. De eindstand bij de dames was 10-3. De heren speelden ook in Neer tegen HVN. Zij wonnen met 7-12.
Voor de fusie in 1987, speelde het herenteam sinds 1985 in de eerste divisie. De fusieclub nam de plek in de eerste divisie in.